# EUR (Roma)
O EUR é um complexo arquitetural e urbanístico localizado no atual quartiere Europa de Roma, concebido e construído em ocasião da Exposição Universal que deveria ter ocorrido para celebrar o vigésimo aniversário da Marcha sobre Roma fascista de 1922. A exposição foi depois anulada em razão da Segunda Guerra Mundial e o complexo, ainda em obras, foi completado posteriormente.
Seu nome original era E42 (Exposição 1942), depois modificado para EUR do acrônimo de Esposizione Universale di Roma.